# Jordy Caicedo
Jordy Josué Caicedo Medina (* 18. November 1997 in Machala) ist ein ecuadorianischer Fußballspieler.

## Karriere

### Verein
Erst startete seine Karriere in der Jugend des CS Norte América, von wo er von der dortigen U20 im Anfang 2012 in die erste Mannschaft des Klub wechselte. Bis zum Sommer 2014 war er Teil der Mannschaft und wurde schließlich für die zweite Jahreshälfte an Deportivo Azogues verliehen. Nach dem Ende der Leihe verblieb er auch nicht mehr lang bei seinem Jugendklub, sondern wechselte ablösefrei in die B-Mannschaft von CD Universidad Católica. Später ging es sogar zurück bis in deren U20 und erst Mitte 2016 wurde er fester Teil des Kaders der ersten Mannschaft. Schon davor absolvierte er aber ein paar Erstliga-Einsätze für seinen Klub. So folgten ein paar weitere Jahre im Kader dieses Teams, wobei er nur im Spieljahr 2017 eine wirklich höhere Anzahl an Einsätzen hatte. Zum Jahresstart 2019 folgte dann bis Sommer eine Leihe zu CD El Nacional, wo er ein über weite Strecken integraler Bestandteil der Startelf wurde.
Nachdem Ende der Leihe blieb er aber nicht bei El Nacional und auch nicht bei seinem Stammklub, sondern wechselte ablösefrei nach Brasilien zu EC Vitória. In der zweitklassigen Série B kam er bis Februar 2021 auf 42 Einsätze. Danach zog er wieder ablösefrei weiter und spielte somit erstmals in Europa beim bulgarischen Klub ZSKA Sofia. Hier kam er in der Liga zu einigen Einsätzen und hatte auch Einsätze in der Conference League. Am Ende gewann er auch einmal den Pokal mit dem Klub. Seit der Spielzeit 2022/23 ist er in Mexiko bei UANL Tigres unter Vertrag.

### Nationalmannschaft
Sein Debüt in der ecuadorianischen Nationalmannschaft hatte er am 4. Juni 2021 bei einer 0:2-Niederlage gegen Brasilien, während der Qualifikation für die Weltmeisterschaft 2022. Hier wurde er in der 76. Minute für Enner Valencia eingewechselt. Nebst einigen weiteren Qualifikationsspielen kam er auch bei der Copa América 2021 in zwei der Gruppenpartien zum Einsatz.

## Erfolge
ZSKA Sofia
- Bulgarischer Fußballpokal: 2020/21